# Vânătorul de jaguari
Vânătorul de jaguari (1987) (titlu original The Jaguar Hunter) este o culegere de povestiri science fiction și horror a scriitorului american Lucius Shepard. A fost prima lui carte publicată de Arkham House, având un tiraj de 3.194 de exemplare. Povestirile au apărut inițial în Isaac Asimov's Science Fiction Magazine, Universe (seria de antologii a lui Terry Carr) și The Magazine of Fantasy and Science Fiction.

## Prima ediție
- Foreword by Michael Bishop
- "The Jaguar Hunter"
- "The Night of White Bhairab"
- "Salvador"
- "How the Wind Spoke at Madaket"
- "Black Coral"
- "R & R"
- "The End of Life as We Know It"
- "A Traveler's Tale"
- "Mengele"
- "The Man Who Painted the Dragon Griaule"
- "A Spanish Lesson"

## Re-editarea din 2001
Volumul a fost re-editat în anul 2001, cu o mică modificare în ordinea povestirilor și cu adăugarea nuvelei "Radiant Green Star". Traducerea românească s-a făcut după această ediție.
- Cuvânt înainte
- Vânătorul de jaguari (The Jaguar Hunter)
- Noaptea lui Bhairab Alb (The Night of White Bhairab)
- Salvador (Salvador)
- Cum glăsuia vântul la Madaket (How The Wind Spoke at Madaket)
- Coralul negru (Black Coral)
- Sfârșitul vieții pe care o știm (The End of Life as We Know It)
- Povestea unui pribeag (A Traveler's Tale)
- Mengele (Mengele)
- Omul care a pictat dragonul Griaule (The Man Who Painted the Dragon Griaule)
- O lecție spaniolă (A Spanish Lesson)
- Permisia (R & R)
- Radiant Green Star (Radiant Green Star)

## Acțiunea

### Vânătorul de jaguari
Într-o junglă exotică, un om este obligat să vâneze un jaguar negru mitic, pe care oamenii îl consideră sacru.

### Noaptea lui Bhairab Alb
În India are loc o confruntare între spiritele locale și un spirit extrem de puternic.

### Salvador
Un pluton din Forțele Speciale ale Armatei SUA se află în El Salvador căutând patrule sandiniste, înaintea unei invazii în Nicaragua. Soldații se bazează pe un drog care îi ajută să rămână stăpâni pe sine în orice situație, dar le creează dificultăți în a deosebi realitatea de halucinații. În 1985, povestirea a câștigat premiul Locus Poll pentru "Cea mai bună povestire", premiul SF Chronicle la secțiunea povestire și a fost nominalizată la premiul Hugo și premiul Nebula pentru "Cea mai bună povestire".

### Cum glăsuia vântul la Madaket
În această povestire horror în care vântul capătă viață, devastând un oraș întreg, se ridică priblema imposibilității iubirii atunci când apar dorințe iraționale.

### Coralul negru
Într-un port cu pirați, un luptător este afectat de efectele unui drog, despre care ajunge să afle că provine de pe altă lume.

### Sfârșitul vieții pe care o știm
Un cuplu aflat pe pragul despărțirii descoperă șamanismul din junglele Guatemalei, iar acesta îi va schimba pentru totdeauna, precum și relația lor.

### Povestea unui pribeag
O ființă din altă dimensiune ajunsă pe o insulă din Marea Caraibilor rămâne prizonieră în momentul în care poarta dintre lumi se închide, iar pentru a supraviețui este obligată să posede trupuri ale locuitorilor.

### Mengele
Josef Mengele, medicul nazist supranumit "Îngerul morții" și despre a cărui moarte nu se știe nimic precis, ar fi fugit în America de Sud, unde și-a continuat cercetările, descoperind un mod de a face îmbătrânirea reversibilă.

### Omul care a pictat dragonul Griaule
Dragonul Griaule este inconștient dar nu poate fi omorât, iar vrăjile sale influențează toți oamenii care trăiesc în zonă. Pentru a scăpa de el, un artist se decide să îl picteze, astfel ca vopselele să îi pătrundă în trup, otrăvindu-l.

### O lecție spaniolă
Într-un univers paralel există un Al Treilea Reich cu uriați creați genetic, câini spioni vorbitori și oameni cu capacități paranormale, aceștia din urmă folosindu-și puterile pentru a crea un tunel prin care să poată evada din captivitate.

### Permisia
Protagonistul povestirii, Mingolla, este dat peste cap când sistemul său de superstiții minuțios construit este destrămat de grozăvii aleatoare. Nuvela a câștigat premiul Nebula pentru "Cea mai bună nuvelă" în 1986 și, ulterior, a devenit parte a romanului din Life During Wartime (1987).

### Radiant Green Star
O nuvelă despre circ și răzbunare, în care răzbunarea se dovedește a fi altceva decât ceea ce se aștepta, iar circul nu e ceea ce pare. Nuvela a câștigat premiul Locus pentru "Cea mai bună nuvelă" în 2001.

## Premii
- 1988 - premiul World Fantasy pentru "Cea mai bună culegere de povestiri".